# Eucairite
La eucairite è un minerale.